# ريوسوكي مايدا (لاعب كرة قدم مواليد 1998)
ريوسوكي مايدا (باليابانية: 前田 椋介) (مواليد 2 مارس 1998) هو لاعب كرة قدم ياباني.

## وصلات خارجية
- ريوسوكي مايدا (لاعب كرة قدم مواليد 1998) على موقع رابطة كرة القدم اليابانية للمحترفين (اليابانية)
- ريوسوكي مايدا (لاعب كرة قدم مواليد 1998) على موقع قاعدة بيانات كرة القدم.إي يو (الإنجليزية)
- ريوسوكي مايدا (لاعب كرة قدم مواليد 1998) على موقع Soccerway.com (الإنجليزية)
- ريوسوكي مايدا (لاعب كرة قدم مواليد 1998) على موقع عالم كرة القدم.نت (الإنجليزية)